# Shinee
Gli Shinee (pronuncia: ˈʃaɪniː; hangŭl: 샤이니 giapponese: シャイニー stilizzato in SHINee) sono una boy band k-pop sudcoreana, formatasi a Seul nel 2008, sotto la SM Entertainment. Il loro debutto avvenne il 25 maggio 2008 nel programma televisivo della SBS Inkigayo, con il singolo Replay (누난 너무 예뻐).
Dal loro debutto, gli SHINee hanno pubblicato sette album completi in lingua coreana e cinque album completi in lingua giapponese, cinque mini album, quattro album live e vari singoli. Hanno vinto molti premi, avuto cinque tour mondiali e sei tour giapponesi, sono apparsi in diversi reality show e sono stati protagonisti di alcuni di essi. Gli SHINee sono considerati un'icona della moda dopo aver avviato lo "SHINee Trend" e sono noti per le loro coreografie perfettamente sincronizzate e complesse.
Hanno debuttato in Giappone il 22 giugno 2011 pubblicando una versione giapponese del loro singolo Replay, che gli ha fatto guadagnare il titolo di "Artista che è riuscito ad entrare nella top 3 per tre continue pubblicazioni dal debutto" per la categoria artista straniero. Un tale risultato non era mai stato ottenuto da nessun altro da quando il ranking chart dei single era stato fondato 53 anni fa, nel gennaio del 1968, seguito dal loro primo album in studio giapponese, The First il 7 dicembre 2011.

## Storia

### 2008: Debutto eThe SHINee World
Il 22 maggio 2008 il gruppo ha pubblicato il primo mini album Replay sotto la loro etichetta S.M. Entertainment. Il mini album ha debuttato al decimo posto nelle classifiche musicali coreane, vendendo 17,957 copie nella prima metà del 2008.
Il 7 giugno 2008 gli SHINee hanno partecipato al "Dream Concert" allo Stadio olimpico di Seul, assieme ad altri cantanti e gruppi sudcoreani. Il gruppo vinse il loro primo premio, "Rookie of the month", il 22 giugno del 2008 ai Cyworld Digital Music Awards. Gli SHINee hanno fatto parte della SMTown Live '08, che si è tenuta il 18 agosto 2008 allo Stadio olimpico di Seul. Il 22 agosto 2008 hanno partecipato ai Mnet 20's Choice Awards, dove vinsero il premio "Hot New Star".
Gli SHINee hanno pubblicato il loro primo album completo, The SHINee World, il 28 agosto 2008. L'album ha debuttato nelle classifiche al terzo posto, vendendo 30,000 copie. il primo singolo estratto dall'album è stato "Sanso Gateun Neo (Love Like Oxygen)", una cover di "Show the World" di Martin Hoberg Hedegaard, originariamente scritta dal team di produttori e cantautori danesi formato da Thomas Troelsen, Remee e Lucas Secon. Il 18 settembre 2008 "Sanso Gateun Neo (Love Like Oxygen)" è stata la canzone numero 1 a M! Countdown. Un paio di giorni dopo, gli SHINee ricevettero il premio "Mutizen" per lo stesso singolo nel programma del canale sudcoreano SBS "Popular Songs".
Gli SHINee hanno partecipato alla quinta edizione dell'Asia Song Festival, dove ricevettero il premio "Best New Artist" con un gruppo femminile giapponese, le Berryz Kobo. Il gruppo ha partecipato agli Style Icon Awards il 30 ottobre del 2008, dove vinsero il premio "Best Style Icon". Lo stesso giorno, pubblicarono una versione repackage del loro album The SHINee World di nome Amigo, il quale contiene tre nuove canzoni: "Forever or Never", un remix di "Sa. Gye. Han (Love Should Go On)" (사.계.한) e il singolo promozionale "Amigo" (아.미.고). "Amigo" è un'abbreviazione della frase coreana "Areumdaun Minyeorueljoahamyeon Gosaenghanda" (아름다운 미녀를 좋아하면 고생한다; Il Cuore Soffre Quando Ti Innamori Di Una Bellezza).
Il 15 novembre 2008 il gruppo vinse il premio "Best New Male Group" nella decima edizione degli Mnet Asian Music Awards, vincendo sui nuovi arrivati U-KISS, 2PM, 2AM e i Mighty Mouth. Durante la 23ª edizione degli Golden Disk Awards si sono esibiti con un medley delle loro canzoni e hanno vinto il premio "YEPP Newcomer Album".

### 2009:Romeo,popolarità in crescita e2009, Year of Us

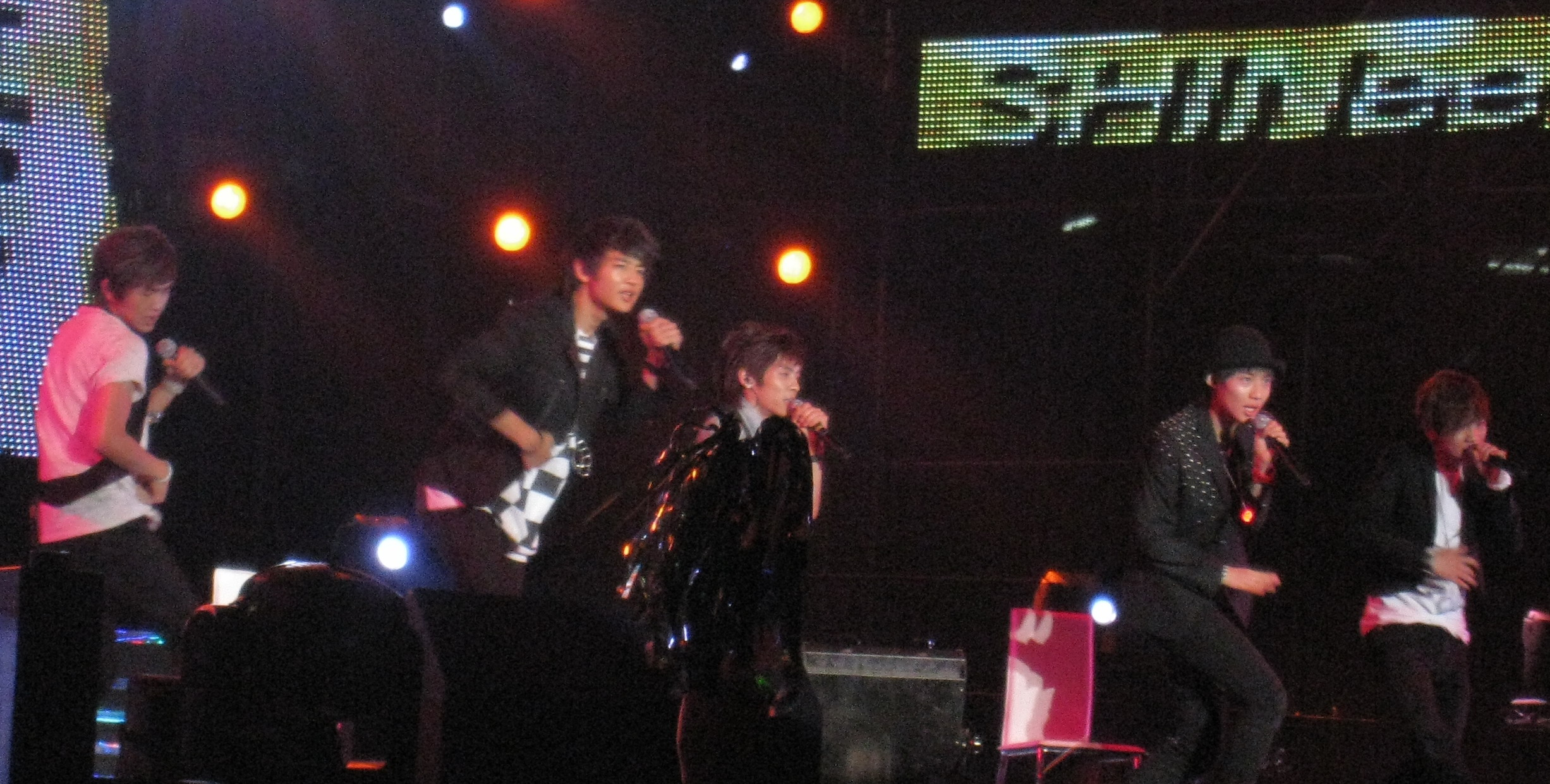
GLi SHINee nel 2009 live a Bangkok

Ad inizio febbraio del 2009, gli SHINee vinsero il premio "Best Newcomer" insieme alle Davichi e ai Mighty Mouth nella 18ª edizione degli Seoul Music Award. Più tardi, la S.M. Entertainment annunciò che gli SHINee sarebbero ritornati con il loro secondo mini album Romeo il 21 maggio del 2009. Il 18 maggio dello stesso anno uscì il primo singolo Juliette, remake strumentale di "Deal with it" di Corbin Bleu. È stato poi annunciato che il loro ritorno sarebbe ritardato a causa del danneggiamento dei denti di Onew e l'uscita del mini album è stata rimandata al 25 maggio 2009. Il gruppo, così, ebbe la sua esibizione di ritorno il 5 giugno 2009 nel programma della KBS, "Music Bank", dove ricevette il premio per il primo posto.
Il 16 luglio 2009 la S.M. Entertainment mise in commercio la prima parte del primo photobook degli SHINee chiamato Day. Il 25 settembre dello stesso anno fu pubblicata la seconda parte, Night.
Il gruppo pubblicò il terzo mini album, "2009, Year of Us" il 19 ottobre 2009, cinque mesi dopo l'uscita di Romeo. La S.M. Entertainment ha dichiarato che questo EP dimostrerà le qualità vocali del gruppo e le loro uniche qualità. Il primo singolo, "Ring Ding Dong", è stato reso disponibile il 14 ottobre 2009: gli SHINee ebbero il loro comeback il 16 ottobre nel programma della KBS, "Music Bank". Ad inizio dicembre del 2009 vinsero il premio "Popularity" assieme ai loro compagni di etichetta, i Super Junior, nella 24ª edizione dei Golden Disk Awards. A febbraio 2010, il gruppo vinse il principale premio "BonSang" nella 19ª edizione dei Seoul Music Award. A dicembre, iniziarono inoltre a promuovere la loro canzone "JoJo" con esibizioni dal vivo in programmi musicali locali.

### 2010:Lucifere il primo tour in Asia
La S.M. Entertainment pubblicò delle foto teaser individuali per ciascuno membro, a partire da Minho l'8 luglio 2010 e concludendo con Key il 12 luglio 2010. Un teaser per il video musicale del primo singolo fu pubblicato il 14 luglio del 2010 nel canale ufficiale della S.M. Entertainment su YouTube. Originariamente, il gruppo avrebbero dovuto avere il loro comeback il 16 luglio nel programma della KBS "Music Bank", per iniziare la promozione per il loro nuovo album. Tuttavia, è stato rimandato al 23 luglio 2010, a causa della caviglia fratturata di Minho durante la seconda stagione del programma "Dream Team", l'8 luglio 2010.
Il secondo album studio completo, Lucifer, è stato commercializzato il 19 luglio 2010 in Corea del Sud. Il video musicale per il singolo promozionale, anch'esso chiamato Lucifer, è stato diffuso lo stesso giorno. Dopo poche ore, l'album sormontò varie classifiche di vendita fisiche e digitali in Corea del Sud. Le canzoni dell'album erano "selezionate più attentamente che mai", e si dice che l'album "dia ai suoi ascoltatori un'ottima possibilità di provare i diversi caratteri musicali e le abilità vocali più mature dei membri". Gli SHINee ebbero il loro comeback il 23 luglio 2010 nel programma della KBS, "Music Bank". La coreografia di Lucifer fu presentata nel canale ufficiale della S.M. Entertainment su YouTube il 3 agosto 2010. L'album studio è stato pubblicato nuovamente in una versione repackage, chiamata Hello il 1º ottobre 2010. Il video musicale per il singolo promozionale, anch'esso chiamato Hello, è uscito il 4 ottobre 2010. La versione repackage contiene tre nuove canzoni.
Tra le loro attività dirette a promuovere il secondo album studio, il gruppo ha inoltre partecipato al SMTown Live '10 World Tour assieme ai loro compagni di etichetta. Il 21 agosto 2010 si sono esibiti in un concerto allo Stadio Olimpico di Seul a Seul. Inoltre, il 4 settembre 2010 si sono esibiti allo Staples Center di Los Angeles. Più tardi, l'11 settembre 2010, hanno partecipato ad un concerto allo Stadio Hongkou a Shanghai.
Il 26 dicembre 2010, gli SHINee iniziarono il loro primo tour, SHINee World e la prima tappa fu allo Yoyogi National Gymnasium a Tokyo. All'evento parteciparono circa 24,000 persone. Il gruppo annunciò inoltre che avrebbero il loro primo album studio in giapponese nel 2011 sotto la EMI Music Japan, un'etichetta discografica famosa per il successo del loro cantante/cantautore giapponese/americano Hiraku Utada.

### 2011: Debutto giapponese eThe First
Il 1º gennaio del 2011 gli SHINee ebbero un concerto all'Olympic Gymnastic Arena di Seul, come parte del loro tour, SHINee World. Il 2 gennaio 2011, prima del loro secondo concerto di fila a Seul, gli SHINee hanno avuto una conferenza stampa. Il gruppo ha risposto a svariate domande riguardanti i loro piani futuri; inoltre, annunciarono che a marzo 2011 avrebbero debuttato in Giappone. Il loro tour continuò a Taipei, Nanjing, Singapore, Nagoya e Osaka per tutta la durata del 2011. Il 25 e il 26 gennaio 2011 il gruppo partecipò ai concerti che si sono tenuti in Giappone del SMTown Live '10 World Tour assieme ai loro compagni di etichetta discografica allo Yoyogi National Gymnasium a Tokyo, continuando poi con due concerti allo Zenith De Paris a Parigi, tre concerti al Tokyo Dome a Tokyo e uno al Madison Square Garden di New York.

Il 16 maggio 2011, la Emi Music Japan postò un teaser per la versione giapponese di "Replay" nel suo canale YouTube ufficiale. 

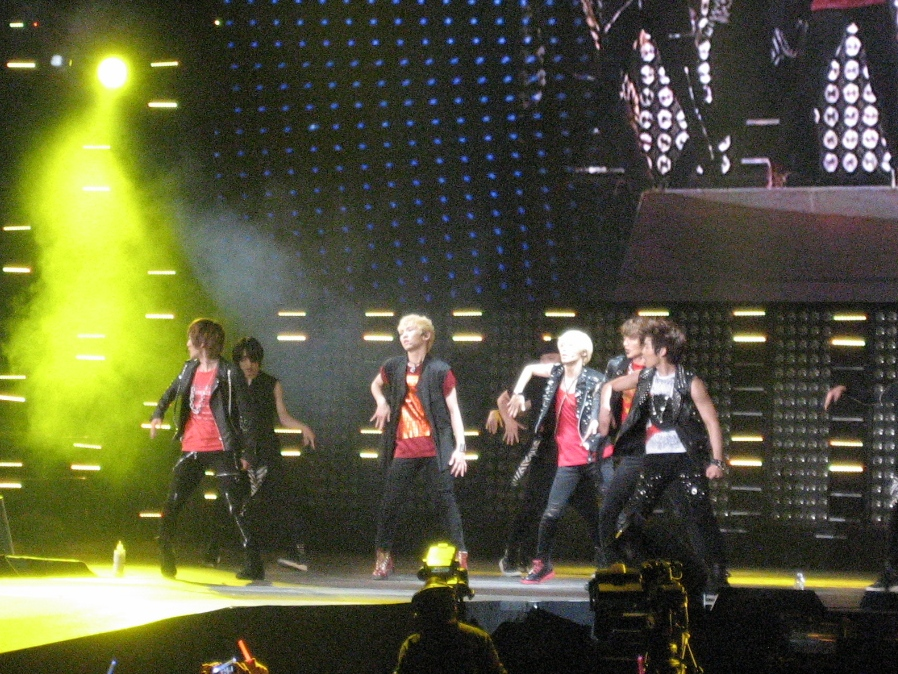
Gli SHINee mentre si esibiscono con "Ring Ding Dong" a New York.

Il video musicale uscì nello stesso canale YouTube il 27 maggio 2011. Il singolo fu commercializzato in Giappone il 22 giugno 2011 e ha venduto più di 91 000 copie nella prima settimana. È stato certificato "Oro" dalla RIAJ per aver venduto più di 100 000 copie durante giugno 2011.
Il 19 giugno 2011 gli SHINee hanno segnato la storia, diventando i primi artisti provenienti dall'Asia ad esibirsi all'Abbey Road Studios a Londra, tenendo il loro Japan Debut Premium Reception lì. Il 22 luglio 2011 iniziarono il loro "Japan Debut Premium Reception Tour". Si sono esibiti in vari concerti lungo tutto il Giappone nel 2011, includendo Fukuoka il 22 luglio, Kōbe il 23 luglio, Tokyo il 27 e 28 luglio, Sapporo l'8 agosto e Nagoya l'11 agosto.
L'8 agosto 2011 l'Emi Music Japan pubblicò il video musicale per la versione giapponese di "Juliette" nel suo canale YouTube ufficiale. Il singolo fu messo in commercio in Giappone il 28 agosto 2011. Il 12 ottobre 2011 il gruppo pubblicò il loro terzo singolo giapponese "Lucifer" dopo che il video musicale ufficiale fu pubblicato sul canale YouTube ufficiale della Emi Music Japan il 15 settembre 2011. È stato poi annunciato sul sito ufficiale della Oricon che gli SHINee sono i primi artisti stranieri nei 44 lunghi anni di storia della Oricon ad avere tre diversi singoli pubblicati in Giappone e tutti e tre sono arrivati nella top 3 nella loro classifica settimanale dei singoli musicali venduti. Questi singoli sono i loro primi tre singoli giapponesi: "Replay", "Lucifer" e "Juliette".
Il 17 ottobre 2011, la Emi Music Japan annunciò che gli SHINee avrebbero fatto uscire il loro primo album studio giapponese, The First , il 23 novembre 2011, anche se l'uscita giapponese slittò al 7 dicembre 2011. L'album include cinque nuove canzoni insieme a remake giapponesi di sette loro canzoni in coreano. La versione regolare dell'album inoltre include come bonus la sigla del drama "Strangers 6", una canzone di nome "Stranger".
Il gruppo è stato invitato ad essere il gruppo di apertura alla 6ª edizione dei London Korean Film Festival, che si sono tenuti all'Oden West End Theater il 3 novembre 2011. Si sono esibiti inoltre in un concerto di durata un'ora, "SHINee in London"; i biglietti andarono sold out pochi minuti dopo la loro messa in vendita, alle 13.00 del giorno 27 ottobre 2011. Questa fu la prima volta che degli artisti coreani hanno tenuto un concerto indipendente a Londra.
Il 18 novembre 2011 è stato annunciato che Onew, Key e Taemin avrebbero pubblicato un libro sui loro viaggi a Barcellona, in Spagna, diventando i primi idols coreani ad essere addirittura gli autori di una guida per le vacanze. Hanno creato una collezione dei loro viaggi e hanno intitolato la guida "Children of the Sun". Il libro uscì l'8 dicembre 2011. Gli SHINee hanno partecipato all'ottavo album natalizio della SMTown, "2011 Winter SMTown - The Warmest Gift" con una cover della canzone "Last Christmas". Questo album uscì il 13 dicembre 2011.
Gli SHINee hanno tenuto un concerto in onore dell'uscita del loro primo album giapponese, The First, al Tokyo International Forum Hall A il 24 dicembre 2011. Il concerto fu ripetuto tre volte per dare la possibilità a tutte le 15,000 fan che hanno vinto il concorso di partecipare. Si sono esibiti con un totale di sei canzoni, includendo i loro singoli di debutto in Giappone, "Replay (Kimi wa Boku no Everything)" e "Lucifer" più una nuova canzone nel loro album intitolata "To Your Heart". Gli SHINee hanno diffuso un photobook il 26 dicembre 2011 che includeva varie foto dal loro tour in Asia, "SHINee the 1st Concert: SHINee World", includendo foto del dietro le quinte e delle prove, con un totale di 192 pagine. Il 28 dicembre 2011, la Tower Records Japan annunciò che gli SHINee hanno vinto il premio "Artista dell'Anno" ai K-Pop Lovers! Awards 2011, battendo altri gruppi k-pop.

### 2012:Sherlock, primo tour nelle arene in Giappone e secondo tour in Asia
Gli SHINee fecero il loro comeback coreano un anno e sei mesi dopo l'uscita di "Hello", con l'annuncio del loro quarto mini album, intitolato Sherlock. La versione digitale dell'album fu diffusa online attraverso vari siti musicali, come portali di musica coreani o ITunes, il 19 marzo 2012. Le copie fisiche di Sherlock furono commercializzate invece il 21 marzo 2012 in Corea del Sud. Il 22 marzo 2012, il video musicale per la loro canzone "Sherlock" fu pubblicato sul canale YouTube ufficiale della S.M. Entertainment.

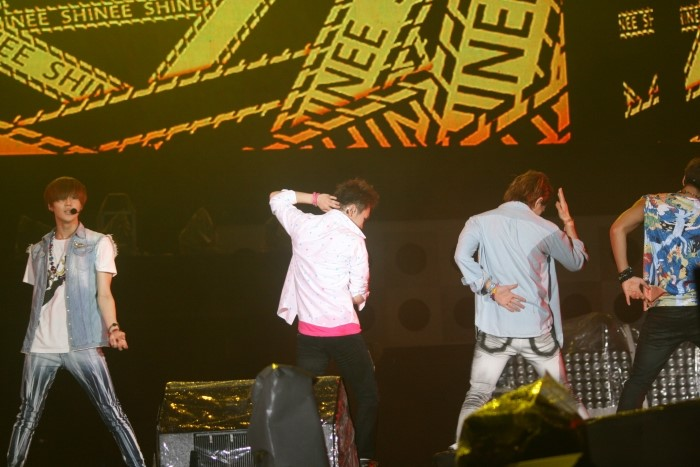
Gli SHINee mentre si esibiscono con "Sherlock" all'Expo 2012 a Yeosu.

Il 26 marzo 2012 gli SHINee, assieme ad altri loro compagni di etichetta discografica, divennero azionisti della S.M. Entertainment. Ricevettero 340 azioni ciascuno (l'equivalente di circa 13 600 $ per ciascun membro).
Il singolo "Sherlock" fu pubblicato in Giappone il 16 maggio 2012. Iniziarono inoltre il loro primo tour in Giappone a livello nazionale chiamato "SHINee World 2012" il 25 2012. Il tour ebbe un totale di 20 concerti a Fukuoka, Sapporo, Nagoya, Osaka, Kōbe, Tokyo e Hiroshima. Il loro primissimo tour nelle arene in Giappone stabilì il record per la maggior quantità di persone presenti al primo tour in Giappone di artisti coreani, con un totale di 200,000 persone.
Il 20 maggio 2012 gli SHINee parteciparono al "SMTown Live World Tour III" insieme ai loro compagni di etichetta discografica all'Honda Center di Anaheim, California. Il 14 giugno 2012 la S.M. Entertainment annunciò che il gruppo avrebbe iniziato il loro secondo tour, SHINee World II. Il tour iniziò a Seul il 21 e 22 luglio all'Olympic Gymnastic Arena.
Gli SHINee pubblicarono un singolo giapponese originale, "Dazzling Girl", il 10 ottobre 2012. Il singolo ha venduto 97,111 copie nella prima settimana ed è stato scelto per essere la sigla della serie tv giapponese "Sukkiri", che va in onda ogni settimana, per il mese di ottobre. Per promuovere il loro nuovo singolo, gli SHINee hanno tenuto lo "Dazzling Girl Special Showcase" dal 1º novembre al 13 novembre 2012 a tutti gli Zepp presenti a Fukuoka, Osaka, Tokyo, Nagoya e Sapporo.
Il 1º settembre 2012, aprì il fanclub giapponese ufficiale del gruppo, "SHINee World J", alle ore 12.00 JST. per celebrare l'apertura, gli SHINee ebbero degli eventi ufficiali chiamati "SHINee World J Fanclub Event 2012" il 20 dicembre 2012 all'Osaka-jō Hall e il 24 dicembre 2012 al Makuhari Messe. Il 4 ottobre 2012, la EMI annunciò il primo gioco sugli SHINee chiamato "SHINee My Love", edito il 10 ottobre 2012. Il gioco è gestito dalla rete di giochi per Android e iOS.
Gli SHINee pubblicarono la loro prima ballata giapponese, "1000nen, Zutto Soba ni Ite..." come sesto singolo giapponese, anche il loro live DVD dal loro tour nelle arene "SHINee World 2012" il 12 dicembre 2012.
Il 19 novembre 2012, insieme all'attore Kim Soo-hyun, gli SHINee vinsero il premio "Ministri della Cultura" allo show annuale della KOCCA (South Korea's Ministry of Culture, Sports & Tourism and Korea Creative Content Agency's), "Korean Popular Culture & Arts Award" all'Olympic Park di Seul.
Il 30 novembre 2012 gli SHInee parteciparono ai Mnet Asian Music Awards 2012, che si sono tenuti ad Hong Kong, vincendo il premio come "MIglior performance di ballo - Gruppo maschile" per il loro ultimo singolo coreano, "Sherlock (Clue + Note)".

### 2013:Dream Girl, Why So Serious?, Boys Meet U,secondo tour nelle arene in Giappone eEverybody.
Il 15 gennaio 2013 gli SHINee hanno partecipato alla 27ª edizione dei Golden Disk Award, che si è tenuta a Kuala Lampur nel Sepang Internetional Circuit, dove il gruppo vinse il Popularity Award per la terza volta dopo aver vinto lo stesso premio nel 2009 e nel 2010 e ritirarono il Disk Bonsang per "Sherlock", il loro secondo Bonsang dopo il primo vinto con "Lucifer" nel 2010.
Il 3 febbraio 2013 la MBC annunciò che gli SHINee avrebbero partecipato ad un loro programma chiamato "SHINee's Wonderful day", in onda dal 10 febbraio 2013. Il programma racconta dei cinque membri che visitano ciascuno degli Stati diversi. Per il programma, Onew visitò la Thailandia, Jonghyun il Giappone, Key e Minho l'Inghilterra e Taemin la Svizzera.
Il terzo album coreano degli SHINee consiste in due versioni. La prima parte "Dream Girl - the Misconceptions Of You" uscì il 19 febbraio 2013 mentre la seconda parte "Why So Serious? - The Misconceptions of Me" uscì il 29 aprile 2013. Il suo singolo di debutto "Dream Girl" è una canzone del genere acid house electro funk ed è stata prodotta da Shin Hyuk e Joombas Music Factory. Una compilation dell'album, The Misconceptions Of Us, uscì in seguito con due nuove canzoni. Selene 6.23 e Better Off.
A inizio anno, il gruppo pubblicò un singolo giapponese "Fire" il 13 marzo 2013. e successivamente il secondo album giapponese "Boys Meet U" il 26 giugno 2013. Il singolo principale "Breaking News" fu edito il 22 giugno 2013. Il 28 giugno 2013, gli SHINee iniziarono il loro secondo tour nelle arene giapponesi a Saitama. Un altro singolo giapponese, "Boys Meet U", fu pubblicato il 21 agosto 2013, e includeva inoltre " Sunny Day Hero" e la versione giapponese di "Dream Girl".
Il 29 settembre 2013 la S.M Entertainment annunciò che il quinto EP degli SHINee "Everybody" sarebbe uscito il 14 ottobre 2013.
Il 6 novembre 2013 la S.M Entertainment annunciò il suo festival musical della durata di una settimana chiamato SMTown Week. Il concerto degli SHINee, The Wizard, aprì l'evento il 21 dicembre 2013 al Kintex a Ilsan.

### 2014: primo tour mondiale, terzo tour giapponese eI'm Your Boy
Il 29 gennaio 2014 la S.M Entertainment annunciò che gli SHINee avrebbero tenuto il loro terzo tour coreano da solisti a marzo chiamato SHINee World III, più avanti furono aggiunte delle tappe anche in Sud America. Il 24 febbraio 2014 il sindaco del Distretto di Gangnam, Shin Yeon-hee, annunciò che gli SHINee sono stati nominati ambasciatori onorari del Distretto di Gangnam, a Seul. Il 2 aprile 2014 il gruppo pubblicò un album live per il loro secondo tour da solisti ("SHINee World II"). L'album consiste di due CD con un totale di 29 canzoni.
Il 19 maggio la Universal Music Japan annunciò che gli SHINee avrebbero pubblicato il 25 giugno 2014 il loro decimo singolo giapponese "Lucky Star", il primo con la EMI Records. Il 29 maggio 2014 la Universal Music Japan annunciò che gli SHINee avrebbero iniziato il loro tour giapponese da settembre fino a dicembre 2014. Partendo dal 28 settembre a Chiba con 30 concerti in tutta la nazione, il gruppo ha concluso il tour il 14 dicembre a Kobe, ma con l'aggiunta di due concerti il 14 e il 15 marzo 2015 al Tokyo Dome.
Il 29 giugno 2014 fu commercializzato il decimo singolo giapponese degli SHINee "Lucky Star" dalla Universal Music Japan insieme alla EMI records. Il 12 agosto 2014, la Universal Music Japan annunciò che il gruppo avrebbe pubblicato il terzo album giapponese, "I'm Your Boy" il 24 settembre 2014, preceduto dai singoli "Boys Meet U", "3 2 1" e "Lucky Star". Il singolo "Downtown Baby", sempre di questo album, fu edito il 5 settembre 2014.
L'11 dicembre 2014 il gruppo pubblicò il terzo album live registrato nel tour SHINee World III, nel concerto che si è tenuto all'Olympic Gymnastic Arena l'8 e il 9 marzo dello stesso anno, il quale contiene due CD con un totale di 33 canzoni.
Il 15 dicembre la S.M. Entertainment dichiarò che gli SHINee, in grado di riempire il World Memorial Hall in Kōbe, Giappone con più di 16.000 fan tra il 13 e il 14 dicembre, hanno completato con successo il loro Tour di 30 date in ben 20 città dell'Isola. Il Tour, iniziato nell'Ichihara City Hall in Chiba e raccogliendo in tutto più di 200.000 spettatori tra fan e pubblico generale.
In uno degli ultimi concerti, gli SHINee annunciarono che in marzo 2015 avrebbero tenuto due concerti al Tokyo Dome, per la prima volta dopo il loro debutto giapponese avvenuto nel 2011. Con queste due date, rispettivamente il 14 e il 15 marzo 2015, gli SHINee avrebbero chiuso il loro Tour giapponese, iniziato nel settembre 2014.

### 2015–2017:SWC4 "I'm Your boy" Special Edition in Tokyo Dome, SWC4 in Seoul, Odd e DxDxD
Il 6 febbraio 2015, gli SHINee annunciarono l'uscita del loro undicesimo singolo giapponese, "Your Number", che sarebbe avvenuto l'11 marzo. Il 10 marzo la S.M Entertainment diffuse la dance version di Your number, coreografata da Rino.
Il 17 febbraio, gli SHINee furono gli unici artisti coreani ad essere ospiti di "Chun Jie Wan Hui", un programma per il nuovo anno lunare cinese. Trasmesso da Liaoning TV, è stato il programma più visto degli ultimi 12 anni, tra tutti gli altri programmi trasmessi allo stesso momento.
Il 14 e 15 marzo 2015 gli SHINee tennero ben due date al Tokyo Dome, ciascuna lunga quattro ore, raggiungendo l'enorme cifra di 105.000 spettatori in soli due giorni di concerti.
Il 17 e 18 maggio 2015 gli SHINee tennero lo "SHINee World Concert 4" a Seoul, in cui si esibirono con alcune canzoni tratte da un nuovo imminente album. "Odd", Il loro quarto album in studio, fu pubblicato il 18 maggio e nei giorni seguenti anche il music video della main track, "View", scritta da Jonghyun e prodotta dalla britannica LDN Noise. Il video di View ottenne presto il primo posto tra i video k-pop più visti nel mondo nella prima metà di maggio, e lo stesso singolo vinse ben 9 premi in disparati programmi musicali coreani e dopo un mese risultò ancora in prima posizione tra le vendite digitali nella classifica di Soribada. L'album "Odd" debuttò alla posizione No.9 nella Billboard's Heatseekers Albums chart e alla posizione No. 1 nella Billboard's World Albums chart ed ha venduto oltre 2000 copie negli Stati Uniti. Un repackage dell'album, Married to the Music, uscì il 3 agosto 2015 con 4 canzoni in più.
Il 1º gennaio 2016 gli SHINee fecero uscire il loro quarto album giapponese, "D×D×D", il quale includeva precedenti singoli del gruppo, come Your number, Sing Your Song, e la versione giapponese di View.
Il 18 dicembre 2017 Jonghyun fu ritrovato privo di sensi in una stanza di hotel, dopo un tentativo di suicidio. Portato immediatamente in ospedale è stato dichiarato morto alle 18:32, a causa di un avvelenamento da monossido di carbonio. Successivamente, l'11 gennaio 2018 verrà ricordato ai "The 32nd Golden Disc Awards" con lo stage speciale di Lee Hi, interpretando la canzone "Breath" scritta da Jonghyun. Il 23 gennaio 2018 è uscito il suo ultimo album intitolato "Poet | Artist".

### 2018:From Now On, The Story of Light, The Shining
Nel gennaio del 2018, Onew, Key, Minho e Taemin confermano il desiderio di restare uniti ed iniziano in febbraio SHINee: The Best From Now On, un tour in Giappone già annunciato nel 2017.
Il 25 maggio il gruppo celebra il decimo anniversario dal loro debutto, e il 27 viene organizzato un fanmeeting ufficiale. In occasione della data il gruppo pubblica The Story of Light, un album composto di quindici canzoni, la cui promozione viene divisa in tre parti: il 28 maggio esce "The Story of Light EP 1" con title track "Good Evening (데리러 가)", il 12 giugno "The Story of Light EP 2" con title track "I Want You" ed il 25 giugno 2018 viene pubblicata la terza parte, "The Story of Light EP 3", con title track "Our Page (네가 남겨둔 말)". Il 10 settembre esce un repackage, annunciato solo pochi giorni prima, "The Story of Light: Epilogue", con il brano "셀 수 없는 (Countless)".
In maggio i membri confermano di aver rinnovato il loro contratto con la SM.
L'1 e il 2 settembre si tiene The Shining, un fanmeeting in Corea del Sud.

### 2018-2020: hiatus e arruolamento nell'esercito
Il 10 dicembre 2018 Onew si arruola nell'esercito come dettato dalla legge della Corea del Sud, ponendo quindi temporaneamente fine alle promozioni del gruppo. Il 5 dicembre esce il suo primo album, Voice, con il quale il cantante si augura che la sua voce possa portare conforto ai fan durante sua assenza. Il leader finì il servizio attivo di leva il 20 luglio 2020.
Key si arruola il 4 Marzo 2019 nella Banda Militare dell'esercito per ritornare il 7 ottobre 2020, pubblicando il repackage I Wanna Be il giorno stesso della sua entrata in servizio.
Minho si arruola il 15 Aprile 2019 nel corpo Marine della Corea del Sud, dopo una serie di fanmeeting tenuti in tutta l'Asia per congedarsi dai fan ed un singolo, I'm Home, realizzato in collaborazione con l'SM Station. Ha fatto ritorno il 15 novembre 2020.

### 2021:Don't Call Me
Durante l' "SMTown LIVE Culture Humanity" il 1º gennaio 2021 compare più volte un video in cui viene annunciato il ritorno del gruppo. Nei giorni successivi viene confermato un comeback per febbraio 2021.
Il 22 febbraio 2021 il viene pubblicato il video musicale di Don't Call Me, insieme all'album Don't Call Me.

## Formazione
Attuale
- Onew (오뉴) – leader, voce (2008-presente)
- Key (키) – voce, rap (2008-presente)
- Minho (민호) – voce, rap, visual (2008-presente)
- Taemin (태민) – voce (2008-presente)

Membro eterno
- Jonghyun (종현) – voce (2008-2017)

## Discografia

### Album in studio
- 2008 – The Shinee World
- 2010 – Lucifer
- 2011 – The First
- 2013 – Dream Girl – The Misconceptions of You
- 2013 – Why So Serious? – The Misconceptions of Me
- 2013 – Boys Meet U
- 2014 – I'm Your Boy
- 2015 – Odd
- 2016 – D×D×D
- 2016 – 1 of 1
- 2017 – Five
- 2018 – The Story of Light
- 2021 – Don't Call Me
- 2021 – Atlantis

## Programmi televisivi
- Knowing Bros (아는 형님) - programma televisivo, episodi 50, 268 (2016, 2021)